# Nodo a trifoglio

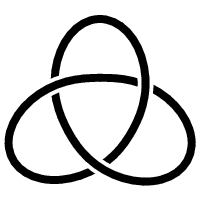
Il nodo a trifoglio può essere descritto con un diagramma con 3 incroci.

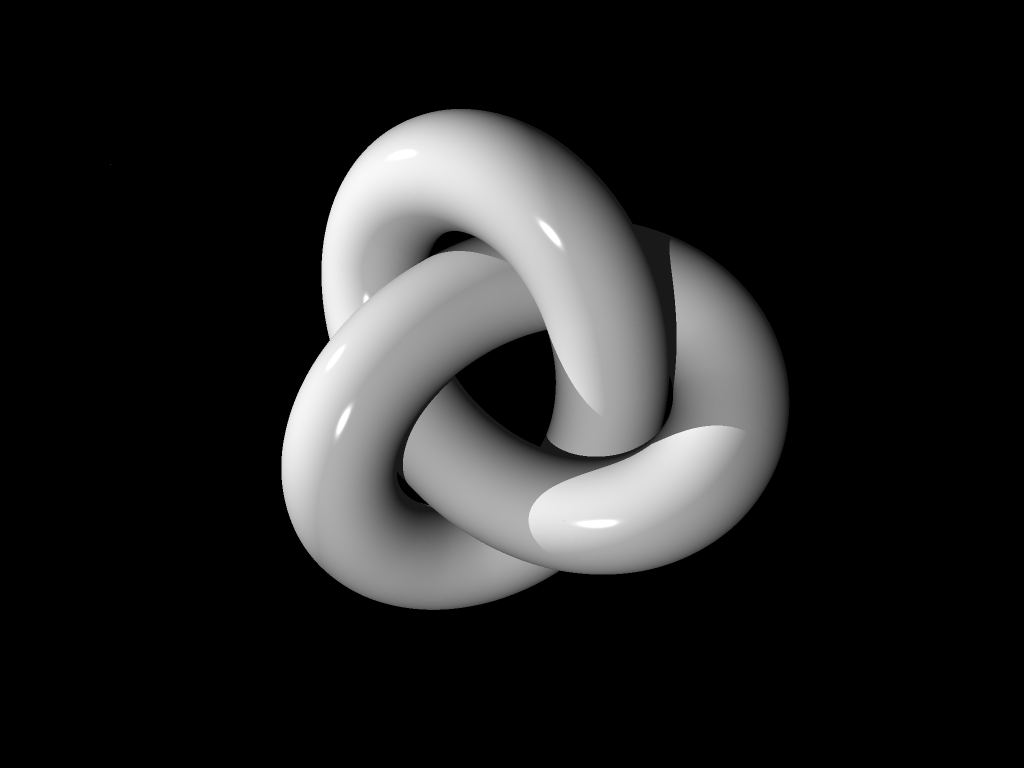
Il nodo a trifoglio in versione tridimensionale.

In altra forma.

Il nodo a trifoglio (o nodo trifoglio) è il nodo più semplice non banale in matematica, e più precisamente in teoria dei nodi.
Il nodo trifoglio compare in numerose icone (ad esempio la triquetra) e in alcuni composti molecolari.

## Descrizioni
Il nodo trifoglio è il nodo che può essere descritto con un diagramma avente il numero più basso di incroci (tre). Per questo motivo è generalmente considerato il nodo "più semplice". 
Formalmente, può essere descritto come nodo torico con parametro {\displaystyle (2,3)}. 
Può anche essere ottenuto algebricamente come intersezione in {\displaystyle \mathbb {C} ^{2}} fra la curva algebrica di equazione {\displaystyle z^{2}+w^{3}=0} e la sfera unitaria {\displaystyle S^{3}=\{(z,w)\in \mathbb {C} ^{2}\ |\ |z|^{2}+|w|^{2}=1\}} che coincide con la usuale ipersfera in {\displaystyle \mathbb {R} ^{4}} dopo aver identificato {\displaystyle \mathbb {C} } con {\displaystyle \mathbb {R} ^{2}}.

## Proprietà
Il nodo a trifoglio è primo ed è chirale: non è infatti equivalente al nodo ottenuto per riflessione su un piano.
Il gruppo fondamentale del complementare del nodo a trifoglio è descritto dalla presentazione
{\displaystyle \langle x,y\mid x^{2}=y^{3}\rangle }
oppure 
{\displaystyle \langle \sigma _{1},\sigma _{2}\mid \sigma _{1}\sigma _{2}\sigma _{1}=\sigma _{2}\sigma _{1}\sigma _{2}\rangle .}
Non è un gruppo abeliano.

## Galleria d'immagini

Un semplice simbolo triquetra.
Un Triquetra fisso annodato.
I tedeschi Valknut.
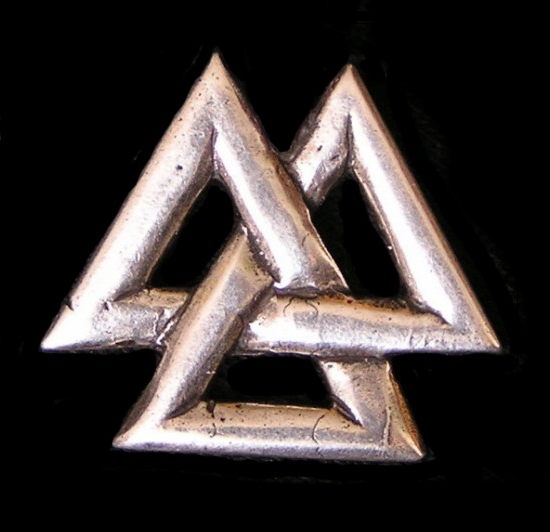
Un metallico Valknut nella forma di un trifoglio.
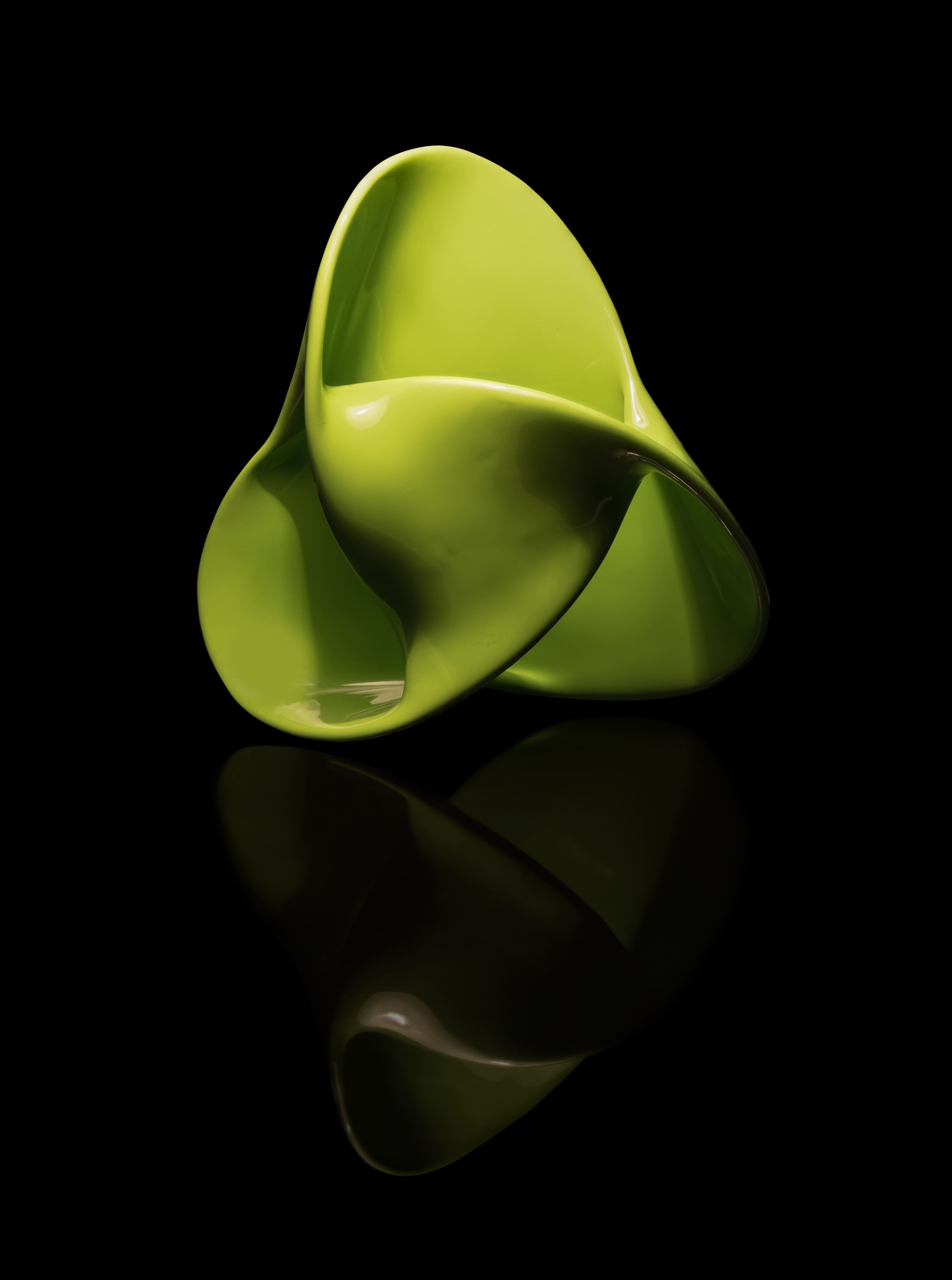
Superficie matematica il cui bordo è il nodo trifoglio.
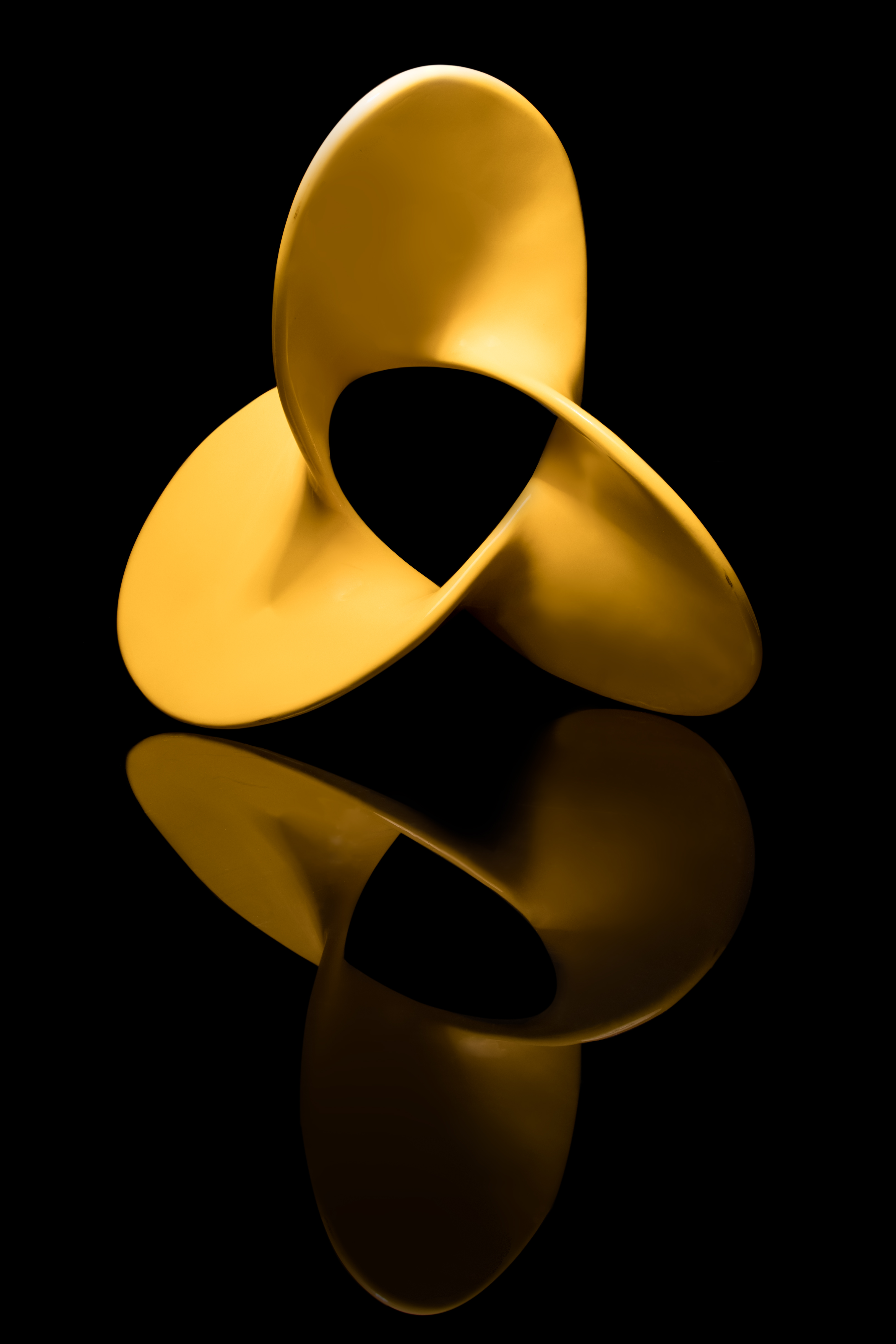
Superficie matematica il cui bordo è il nodo trifoglio.